# Paneldivan
Paneldivan är en soffa med hög stoppad rygg som avslutas med en mindre hylla med plats för prydnadssaker.

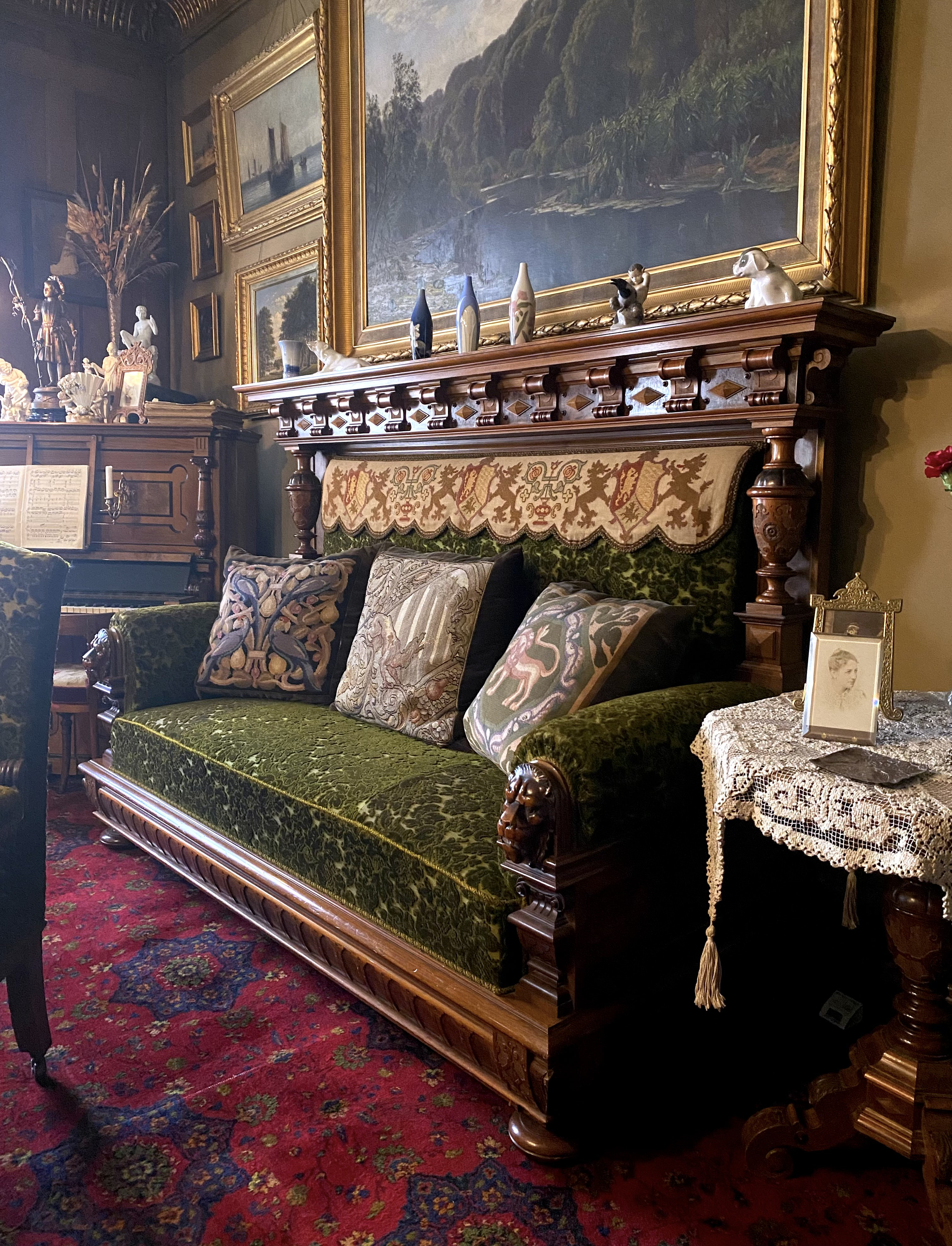
Paneldivan i Nationalmuseets Klunkehjem i Köpenhamn, inrett omkring 1890.

Möbeln kom på modet under 1800-talets sista årtionden och var som regel alltid utförd i nyrenässans. Förebilderna är de väggfasta bänkar som kunde vara en del av hel panelinredning på 1500- och 1600-talen. 1800-talets version kommer från Tyskland där den ofta ses i samtida mönsterböcker för möbler och inredning.
Benämningen inventionssoffa återfinns i samtida priskuranter och kommer sig av att de flesta hade en sinnrik mekanism där de karaktäristiska stora armstöden kunde fällas ut och sitsen roteras med madrassidan uppåt för att slutligen fungera som gästsäng. Paneldivaner är i vikt synnerligen tunga pjäser på grund av mängden trävirke och bäddmekanismen.
En paneldivan gjordes uteslutande i mörka träslag som ek eller valnöt och kläddes gärna i mönstrade schagg- och sammetstyger. Oftast återfinns en rikt skuren och svarvad dekor, bland annat i form av lejonmaskaroner som avslutning på de cylindriska armstöden. Hyllan upptill uppbärs ofta av två eller flera konsoler, även på dessa förekommer lejonmaskaroner.
Paneldivaner var mycket populära i Sverige och tillverkades av många snickerifabriker eller enskilda möbelhantverkare. Även import från Tyskland förekom. På landsbygden stod den gärna på paradplats i salen eller finrummet medan den i högborgerliga stadsvåningar återfanns i herrum eller matsalar.
I likhet med vissa andra typer av nyrenässansmöbler fortsatte tillverkningen av paneldivaner ända in på 1900-talets början, ofta med en viss antydan till jugendstilen i exempelvis klädseln eller vissa dekorer.